# Amt Hirschhorn
Das Amt Hirschhorn war ab 1699 ein Amt des Kurfürstentums Mainz und später des Großherzogtums Hessen.

## Geschichte

### Vorgeschichte
Am 22. September 1632 starb das Adelsgeschlecht Hirschhorn mit Friedrich III. in männlicher Linie aus. Die Herrschaft Hirschhorn wurde daraufhin in viele Teile zerlegt, da die jeweiligen Lehensgeber die nunmehr erledigten Lehen einzogen. Das Gebiet des späteren Amtes Hirschhorn fiel dabei an Kurmainz und wurde den Freiherren Raitz von Frentz als Lehen übertragen. 1699 fiel das Lehen an Kurmainz zurück.

### Kurmainz
Kurmainz bildete aus dem zurückgefallenen Lehen das Amt Hirschhorn. In Mittelalter und Früher Neuzeit waren Ämter eine Ebene zwischen den Gemeinden und der Landesherrschaft. Die Funktionen von Verwaltung und Rechtsprechung waren hier nicht getrennt. Dem Amt stand ein Amtmann vor, der von der Landesherrschaft eingesetzt wurde. 
Das Amt Hirschhorn wurde zunächst vom Amtmann des Amtes Prozelten mitverwaltet. Später nahm der kurmainzische Keller seinen Sitz auf Burg Hirschhorn. Die Rechtsprechung für das Amt Hirschhorn gewährleistete das Oberamt Starkenburg.
Im Amt Hirschhorn galt das zuletzt im ganzen Kurstaat formal 1755 noch einmal eingeführte Mainzer Landrecht als Partikularrecht. Das Gemeine Recht galt darüber hinaus, soweit das Partikularrecht spezielle Regelungen für einen Sachverhalt nicht enthielt.
Im Rahmen der Amtsreform 1782 wurde das Amt Hirschhorn vollständig vom Oberamt Starkenburg getrennt.

### Hessen
Im Reichsdeputationshauptschluss wurde das Amt 1803 der Landgrafschaft Hessen-Darmstadt zugeschlagen, die 1806 in „Großherzogtum Hessen“ umbenannt wurde.
Mit der Ausführungsverordnung vom 9. Dezember 1803 wurde das Gerichtswesen der beiden oberen Instanzen neu organisiert. Die Ämter – so auch Hirschhorn – blieben die erste Instanz der Rechtsprechung in Zivilsachen.
Noch vor 1812 wurde das bisherige Amt Neckarsteinach, das im Alten Reich ein Kondominat des Hochstifts Worms und des Hochstifts Speyer gewesen war, dem Amt Hirschhorn zugeschlagen. Hier galt das Pfälzische Landrecht als Partikularrecht und ebenfalls das Gemeine Recht subsidiär.
Letzter Amtmann des Amtes Hirschhorn war seit 1815 Johann Ernst Wilhelm Heim.
1821 kam es zu einer Justiz- und Verwaltungsreform im Großherzogtum, mit der auch die Trennung der Rechtsprechung von der Verwaltung auf unterer Ebene umgesetzt wurde. Die Ämter wurden aufgelöst, ihre Aufgaben hinsichtlich der Verwaltung neu gebildeten Landratsbezirken, die erstinstanzliche Rechtsprechung Landgerichten übertragen. Auch das Amt Hirschhorn wurde aufgelöst. Seine Verwaltungsaufgaben wurden auf den Landratsbezirk Hirschhorn, die Rechtsprechung auf das Landgericht Hirschhorn übertragen. Dabei behielten die genannten Partikularrechte ihre Geltung auch während des gesamten 19. Jahrhunderts, als das Gebiet zum Großherzogtum gehörte. Erst zum 1. Januar 1900 wurde das Partikularrecht von dem einheitlich im ganzen Deutschen Reich geltenden Bürgerlichen Gesetzbuch abgelöst.

## Umfang
| vor 1803            | nach 1803           | Anmerkung                                              |
| ------------------- | ------------------- | ------------------------------------------------------ |
|                     |                     | Quellen                                                |
|                     | Darsberg            | vormals: Amt Neckarsteinach                            |
| Eschelbach          |                     | Eschelbach wurde am 14. März 1803 an Baden abgetreten. |
|                     | Grein               | vormals: Amt Neckarsteinach                            |
| Hämmelsbacher Hof   | Hämmelsbacher Hof   |                                                        |
| Hainbrunn           | Hainbrunn           | auch in der Schreibweise: Heimbronn                    |
| Stadt Hirschhorn    | Stadt Hirschhorn    |                                                        |
| Burg Hirschhorn     | Burg Hirschhorn     |                                                        |
| Igelsbach           | Igelsbach           |                                                        |
|                     | Langenthal          | vormals: Amt Neckarsteinach                            |
|                     | Neckarhausen        | vormals: Markgrafschaft Baden                          |
|                     | Neckarsteinach      | -                                                      |
| Unterschönmattenwag | Unterschönmattenwag |                                                        |